# 张嗣瀛
张嗣瀛（1925年4月5日—2019年10月4日），男，山东章丘人，中国自动控制专家，东北大学自动控制系教授、自动化研究所所长。

## 生平
1948年毕业于武汉大学机械系。1997年当选为中国科学院院士。